# Polyrhachis angusta
Polyrhachis angusta é uma espécie de formiga do gênero Polyrhachis, pertencente à subfamília Formicinae.